# Brian Propp
Brian Philip Propp (* 15. Februar 1959 in Lanigan, Saskatchewan) ist ein ehemaliger kanadischer Eishockeyspieler, der im Verlauf seiner aktiven Karriere zwischen 1975 und 1994 unter anderem 1176 Spiele für die Philadelphia Flyers, Boston Bruins, Minnesota North Stars und Hartford Whalers in der National Hockey League auf der Position des linken Flügelstürmers bestritten hat. Seinen größten Karriereerfolg feierte Propp im Trikot der kanadischen Eishockeynationalmannschaft mit dem Gewinn des Canada Cup 1987. Darüber hinaus gewann der fünfmalige Teilnehmer am NHL All-Star Game zwei Bronzemedaillen bei Weltmeisterschaften und siegte mit der Verbandsauswahl beim prestigeträchtigen Spengler Cup.

## Karriere
Propp spielte während seiner Juniorenzeit zwischen 1976 und 1979 in der Western (Canada) Hockey League für die Brandon Wheat Kings. Dort spielte er in einer Reihe mit Laurie Boschman und wurde in seinem zweiten und dritten Jahr jeweils Topscorer der Liga. So war es nicht verwunderlich, dass er beim NHL Entry Draft 1979 bereits in der ersten Runde als 14. von den Philadelphia Flyers ausgewählt wurde.
Gleich zur Saison 1979/80 wurde er in die NHL geholt und spielte dort in einer Reihe mit Bobby Clarke und Reggie Leach. Die drei harmonierten hervorragend und Propp kam in seiner Rookiesaison auf 75 Punkte. In seiner Zeit mit den Flyers erreichte er dreimal die Finals um den Stanley Cup, jedoch war er mit seinem Team jedes Mal unterlegen. Viermal in zehn Jahren brachte er es auf mehr als 90 Scorerpunkte. Ein Highlight war auch sein Auftritt beim Canada Cup 1984, als er im kanadischen Team in einer Reihe mit Wayne Gretzky und Mario Lemieux spielte. Im Laufe seiner elften Spielzeit mit den Flyers wurde er an die Boston Bruins abgegeben, dort gab er jedoch nur ein kurzes Gastspiel das abermals mit einer Niederlage in den Stanley Cup Finals endete. Zur Saison 1990/91 wechselte er zu den Minnesota North Stars. Hier kam er noch einmal in die Stanley Cup Finals, war jedoch wiederum unterlegen.
In die Saison 1992/93 startete er mit den North Stars, doch nach 17 Spielern wechselte er in die Schweiz zum HC Lugano. Im Jahr darauf kehrte er in die NHL zurück. Sein Team waren nun die Hartford Whalers. Dank der Rückkehr kam er zu seinem 1.000 NHL-Spiel und erreichte als 41. Spieler die 1.000 Punkte Marke.
Durch einen Streik verzögerte sich der Start der NHL in die Saison 1994/95 und er fungierte als Spielertrainer beim Anglet Hormadi Élite in Frankreich. Als die NHL den Spielbetrieb wieder aufnahm, kehrte Propp nicht zurück.

## Erfolge und Auszeichnungen
| - 1976 SJHL Most Valuable Player - 1976 SJHL Rookie of the Year - 1976 SJHL All-Star Team - 1977 Stewart „Butch“ Paul Memorial Trophy - 1977 WCHL Second All-Star Team - 1978 Brownridge Trophy - 1978 WCHL First All-Star Team - 1979 President’s-Cup-Gewinn mit den Brandon Wheat Kings - 1979 Brownridge Trophy | - 1979 WHL First All-Star Team - 1979 Topscorer des Memorial Cups - 1980 Teilnahme am NHL All-Star Game - 1982 Teilnahme am NHL All-Star Game - 1984 Teilnahme am NHL All-Star Game - 1986 Teilnahme am NHL All-Star Game - 1990 Teilnahme am NHL All-Star Game - 1992 Spengler-Cup-Gewinn mit dem Team Canada |

### International
- 1982 Bronzemedaille bei der Weltmeisterschaft
- 1983 Bronzemedaille bei der Weltmeisterschaft
- 1987 Goldmedaille beim Canada Cup

## NHL-Rekorde
- 148 Scorerpunkte als Linksaußen in den NHL-Playoffs
- 84 Assists als Linksaußen in den NHL-Playoffs

## Karrierestatistik

### International
Vertrat Kanada bei:
- Junioren-Weltmeisterschaft 1979
- Weltmeisterschaft 1982
- Weltmeisterschaft 1983
- Canada Cup 1987

(Legende zur Spielerstatistik: Sp oder GP = absolvierte Spiele; T oder G = erzielte Tore; V oder A = erzielte Assists; Pkt oder Pts = erzielte Scorerpunkte; SM oder PIM = erhaltene Strafminuten; +/− = Plus/Minus-Bilanz; PP = erzielte Überzahltore; SH = erzielte Unterzahltore; GW = erzielte Siegtore; 1 Play-downs/Relegation; Kursiv: Statistik nicht vollständig)